# Leptogorgia aureoflavescens
Leptogorgia aureoflavescens is een zachte koraalsoort uit de familie Gorgoniidae. De koraalsoort komt uit het geslacht Leptogorgia. Leptogorgia aureoflavescens werd in 1988 voor het eerst wetenschappelijk beschreven door Grasshoff. 